# Benoît Duteurtre
Pour les articles homonymes, voir Duteurtre.
Œuvres principales
- Le Voyage en France
- La Petite Fille et la Cigarette
- Les Pieds dans l'eau

Benoît Duteurtre, né le 20 mars 1960 à Sainte-Adresse (Seine-Maritime) et mort le 16 juillet 2024 à Vandœuvre-lès-Nancy (Meurthe-et-Moselle), est un romancier, essayiste, critique musical, producteur et animateur de radio français.

## Biographie

### Jeunesse et formation
Benoît Duteurtre naît le 20 mars 1960 à Sainte-Adresse près du Havre, où il passe ses premières années. Il est le fils de Jean-Claude Duteurtre et de Marie-Claire Georges, le petit-fils de Maurice Georges et l'arrière-petit-fils du président René Coty par sa mère. Il entre au lycée François-Ier du Havre puis à l'Institution Saint-Joseph, établissement privé d'enseignement catholique. Dès l'âge de quinze ans, il présente ses premiers textes à Armand Salacrou, auteur dramatique établi au Havre, qui l'encourage à poursuivre ses efforts. Le Havre, ville en grande partie détruite pendant la Seconde Guerre mondiale et reconstruite selon les principes du classicisme structurel, apparaîtra tout au long de son œuvre.
À seize ans, passionné de musique et très attiré par la musique contemporaine, il considère Pierre Boulez comme un maître,. En 1977, il commence des études de musicologie à l'université de Rouen. La même année, il rencontre Karlheinz Stockhausen et l'année suivante, Iannis Xenakis. En 1979, il étudie un mois avec György Ligeti. Il obtient sa licence de musicologie.

### Premières publications
Parallèlement, Duteurtre continue d'écrire. En 1982, il fait parvenir à Samuel Beckett plusieurs textes. Beckett suggère au jeune homme de les publier dans Minuit, la revue des Éditions de minuit. Dans le même temps, Duteurtre est monté à Paris et joue du piano pour le festival musical du Printemps de Bourges, au théâtre des Amandiers de Nanterre dans les spectacles musicaux de Norbert Letheule, avec Bernard Lubat ou Henri Texier. Il tient les claviers dans Paris Latino, un tube de l'été. Il est également vendeur au BHV, sondeur, et joue du piano pour accompagner des cours de danse.
Son premier roman, Sommeil perdu, est publié en 1985 ; il est alors journaliste pour plusieurs journaux parisiens. Dans cette œuvre est présenté un jeune homme dépressif qui quitte bientôt sa ville natale pour vivre à Paris. En 1987 est publié Les Vaches (revu et renommé À propos des Vaches en 2000), roman qui raconte la vie d'un garçon partagé entre son année scolaire au bord de la mer et ses vacances à la montagne. Le magazine L'Infini, dirigé par Philippe Sollers, publie certaines de ses nouvelles. Il écrit également un moment pour la revue Playboy édition française mais aussi pour La Vie catholique, Les Lettres françaises, Révolution et Détective.
Duteurtre découvre New York en 1990 et tombe sous le charme. Il expliquera avoir tiré de cette expérience une meilleure compréhension du comportement de la France envers les États-Unis. Il y rencontre Bruce Benderson, un écrivain américain, avec qui il se lie d'amitié.
Son roman L’Amoureux malgré lui est publié en 1989, suivi par Tout doit disparaître en 1992. Dans cette œuvre, il raconte à travers son personnage — un jeune homme qui se lance dans le journalisme — les expériences personnelles de son activité journalistique et de critique musical. Il envoie ce roman à Guy Debord qui lui répond amicalement : « Il vous a suffi de voir le même siècle et sa sorte d'art, vous l'avez ressenti justement. » Tout doit disparaître révèle également les questions que se pose l'auteur sur la musique contemporaine, en particulier sur l'évolution de la musique classique française de la fin du XXe siècle et les raisons pour lesquelles cette musique ne peut s'attirer un large public. Ces idées seront présentées plus tard dans son essai Requiem pour une avant-garde.

### Requiem pour une avant-garde
Requiem pour une avant-garde, un essai publié en 1995, analyse et critique la musique contemporaine et son institutionnalisation en France. Le livre provoque une vive réaction dans la presse. Anne Rey, dans Le Monde, compare Duteurtre au révisionniste Robert Faurisson. Duteurtre attaque le journal et remporte le procès. Le Monde est contraint de publier son droit de réponse. Le Point, Le Monde de la musique, Diapason mais aussi l’International Herald Tribune publient des articles qui soutiennent le travail de l'auteur.
Bien qu'une part importante de cet essai soit consacrée à la critique de l'œuvre et de l'influence de Pierre Boulez, Benoît Duteurtre s'intéresse aussi au problème posé par une certaine nostalgie de la Belle Époque et ses conséquences sur la France d'aujourd'hui. Cette idée réapparaîtra souvent dans ses romans à venir.

### Travaux littéraires
En 1996 est publié le roman Gaieté parisienne qui traite de la communauté gay parisienne. Le héros, un homme bientôt trentenaire, s'inquiète de la monotonie de sa vie. Drôle de temps, un roman publié en 1997, reçoit le prix de la nouvelle de l'Académie française. Milan Kundera publie une critique amicale dans Le Nouvel Observateur et la préface de l'édition Folio. Philippe Muray rédige également un article qui, tout en remarquant la perspicacité des personnages et situations de Duteurtre, souligne le rôle de l'Écrivain dans le monde.
Les Malentendus est publié en 1999 et met en scène un jeune immigré arabe, une femme chef d'entreprise, un jeune homme étudiant de Sciences Po et un handicapé homosexuel, dont les parcours se croisent et s'influencent. En 2001 son roman Le Voyage en France reçoit le prix Médicis. Dans cette œuvre, un jeune Américain passionné par le Paris de la fin du XIXe siècle découvre la France d'aujourd'hui. Il est amené à croiser un homme, journaliste, la quarantaine, vivant à Paris, qui alterne dans sa vie périodes de dépression et d'euphorie.
Service Clientèle, publié en 2003, est une série de courts chapitres qui aborde les difficultés que chacun peut rencontrer face aux assistances commerciale et technique des entreprises qui vendent des téléphones mobiles, des tickets d'avion ou des connexions Internet. Cette œuvre, traduite en plusieurs langues, est amicalement commentée par François Taillandier dans le quotidien L'Humanité.
La Rebelle, roman publié en 2004, raconte la vie d'une présentatrice de télévision de gauche et carriériste, et les évènements qui vont l'amener à rencontrer un jeune Égyptien informaticien et homosexuel, un escroc et le PDG d'une grande entreprise française.
L'année suivante est publié le roman La Petite Fille et la cigarette, qui narre la descente aux enfers d'un fonctionnaire et les conséquences qu'entraîne la dernière demande d'un condamné à mort. Ce livre, traduit dans une vingtaine de langues, est également adapté sur scène en République tchèque et en Roumanie. Il est au cœur d'une polémique aux États-Unis en 2013 après avoir été plagié par l'acteur Shia LaBeouf, sous le titre Stale N Mate. Il fait également l'objet d'une version dessinée en 2016 par Sylvain-Moizie, aux éditions La Boîte à Bulles.
Chemin de fer, publié en 2006, présente le journal intime d'une femme d'une cinquantaine d'années qui partage sa vie entre sa brillante carrière à Paris et son amour pour une petite masure dans un village de montagne où elle essaie de vivre coupée du monde moderne. Cette dernière œuvre est aussi une réflexion sur l'évolution de notre société et la marche en avant forcée d'un progrès qui semble entraîner de nombreuses régressions.
Duteurtre participe également à la création de la revue littéraire L'Atelier du roman, aux côtés d'auteurs comme Milan Kundera ou Michel Houellebecq. Il publie en mars 2007 un article à l'occasion de l'anniversaire de la mort de Philippe Muray intitulé Muray est une fête. Deux numéros de L'Atelier du roman sont consacrés au Voyage en France (n° 31) et à l’œuvre de Benoît Duteurtre (n° 76).
Paru en août 2007, La Cité heureuse met en scène Town Park, une ville fictive reconvertie en parc d'attraction culturel et gérée par une entreprise, la Compagnie. Parmi les habitants transformés en animateurs, un scénariste pour séries télévisées essaye de s'adapter au nouvel air du temps. Également en 2007 paraît Ma belle époque, recueil d'articles parus dans la presse qui forme selon l'auteur « une sorte d'autoportrait ».
Les Pieds dans l'eau, paru fin août 2008, décrit la relation de l'auteur avec la plage d'Étretat, une station balnéaire située en Haute-Normandie qu'il a longtemps fréquentée. Fortement autobiographique, cette œuvre présente également le milieu social et la famille du héros, tous deux marqués par la figure omniprésente du fameux aïeul, le président René Coty, son arrière-grand-père.
Ballets roses, sorti en 2009 chez Grasset dans la collection « Ceci n'est pas un fait divers », s'intéresse aux parties fines de l’ancien résistant et président de l’Assemblée, André Le Troquer, avec de jeunes adolescentes.
Le Retour du Général, publié en mars 2010, est une fantaisie qui imagine le retour du Général de Gaulle, âgé de 120 ans, dans la France d'aujourd'hui. Il est suivi par deux nouveaux romans à caractère autobiographique, L’Été 76, inspiré par l'adolescence de l'écrivain, et À nous deux Paris, qui évoque – après une épigraphe rappelant le défi de Rastignac,au Père-Lachaise – les débuts à Paris dans les années 1980 d'un personnage qui n'est pas sans ressemblance avec l'auteur.
Dans Polémiques (2013) et La Nostalgie des buffets de gare (2015), Benoît Duteurtre rassemble diverses réflexions sur la société contemporaine, et notamment sur la transformation des voyages en train.
Le roman L'Ordinateur du Paradis, une fantaisie sur la surveillance généralisée, nous transporte dans un paradis aux allures de centre commercial. Il figure dans les deux premières sélections du prix Goncourt 2014.
Livre pour adultes, paru en 2016, est un roman très personnel, dans lequel l'auteur mêle tous les registres qui lui sont chers : souvenirs, essai, fictions, humour et nostalgie. Il figure en 2016 dans les sélections des prix Renaudot, Interallié, et du grand prix du roman de l'Académie française.

### Évolution dans le monde musical
En 1991, Benoît Duteurtre devient conseiller musical pour la Biennale de Lyon de la musique française. Il rencontre à cette occasion le chef d'orchestre Manuel Rosenthal, élève de Maurice Ravel, et travaille avec lui. Il rencontre également la même année le compositeur Olivier Messiaen, qu'il considère être « le dernier en date des compositeurs français à appartenir, de façon incontestable, au panthéon des grands génies de l'histoire musicale. » Duteurtre devient directeur de la collection Solfèges aux éditions du Seuil en 1993. En 1995, Marcel Landowski et lui créent l'association Musique nouvelle en liberté afin de promouvoir de nouveaux compositeurs. Depuis 2000, Benoît Duteurtre continue à présider cette association sous la présidence de Jean-Claude Casadesus. Devenu le « monsieur Musique de la droite », il a travaillé dans les années 1990 avec Marcel Landowski, ancien directeur des affaires culturelles de la mairie de Paris, « proche du RPR ».
La comédie musicale de Jérôme Savary Vive l'Opéra-Comique, dont le texte a été écrit par Duteurtre, est présentée à Paris à l'Opéra-Comique en mars 2004. Duteurtre adapte également le livret de Véronique, une opérette d'André Messager mise en scène par la comédienne Fanny Ardant qui fut donnée au Théâtre du Châtelet en janvier 2008.
Chaque année, Duteurtre donne un cycle de conférences à la fondation Singer-Polignac sur différents sujets musicaux et compositeurs.
En 2005, il est élu à l'académie Alphonse-Allais.

### Radio et télévision
Benoît Duteurtre est l'auteur d'une série d'émissions, Les Folies de l'opérette, diffusées sur France 3 et France 5 en 2005. De 1996 à 1999, à l'instigation de Jean-Pierre Rousseau, il anime l'émission de radio Les Beaux Dimanches sur France Musique.
Entre 1999 et 2024, il est producteur et animateur d'une émission radio Étonnez-moi Benoît, diffusée chaque samedi sur France Musique et consacrée à l'opérette, à la chanson traditionnelle et de toutes les époques et à la musique légère. Il y invite de nombreuses personnalités, chanteurs ou musiciens, ainsi que des présentateurs comme Pierre-Marcel Ondher ou Serge Elhaïk, spécialiste des grands orchestres accompagnant les chanteurs de variété traditionnels.
Il présente durant plusieurs années le Concert du nouvel an à Vienne, chaque 1er janvier sur France 2. En 2025, après sa mort, il est remplacé par François-Xavier Szymczak.
Traduit dans une vingtaine de langues, Benoît Duteurtre est journaliste pour l'hebdomadaire Marianne, écrit aussi pour Le Figaro littéraire, Le Monde de la musique et Classica où il tient une chronique mensuelle. Il a également fait partie du comité de lecture des éditions Denoël.
En 2018, il présente sa candidature à l'Académie française. Lors de l'élection du 22 novembre 2018 qui l'oppose à Pascal Bruckner, aucun des deux candidats n’est élu.

### Vie privée et prises de position
En novembre 2013, il signe le « Manifeste des 343 salauds » publié par la revue Causeur, qui défend les hommes faisant appel aux services de prostituées.
Ouvertement homosexuel lui même, il estime cependant que « l'hétérosexualité constitue bel et bien la norme et [que] l'homosexualité est un écart, quoi que dise la propagande désireuse d'entretenir une équivalence entre tout et son contraire. » Il signe, dès 1996, une pétition en faveur du « CUC », l'ancêtre du Pacs. Mais, à l'occasion des débats sur la loi sur le mariage entre personnes de même sexe, il considère que certains gays « en mal d’enfants, poussés par la fumeuse théorie du “genre”, voient dans le mariage une reconnaissance de leur sexualité minoritaire. »
Il s'oppose à la maire de Paris, Anne Hidalgo, par le biais d'un ouvrage intitulé Les Dents de la maire : Souffrances d'un piéton de Paris. Il critiquait d'ailleurs Paris dès 2001, préférant sa Normandie ou New York, « par dépit de Paris, cette ville “où le monde moderne semble s'être installé dans un décor du passé”. Ville qui l'a fait prix Médicis, mais où il n'est pas tout à fait chez lui ».

### Mort
Benoît Duteurtre fait une crise cardiaque dans sa résidence secondaire située au Valtin (Vosges). Il succombe le 16 juillet 2024 à Vandœuvre-lès-Nancy à l'âge de 64 ans. Il est inhumé au cimetière de Valtin.

### Décoration
- Commandeur de l'ordre des Arts et des Lettres (2021)[25]

## Analyse de l'œuvre

### Champ d'action
Benoît Duteurtre est un romancier intéressé par les aspects concrets de notre temps qu'il restitue à travers des situations précises dans ses romans. Il puise chez ses contemporains des traits de caractères et des comportements caractéristiques de notre époque. Adepte comme il le définit lui-même de la « littérature de basse-cour », ses personnages, des personnes ordinaires aux prises avec la société qui les entoure, s'évertuent à s'adapter à cette dernière tout en révélant leurs limites et le grotesque de leur caractère. Appartenant souvent à une classe moyenne avide d'ascension sociale, ces anti-héros cherchent leur place dans un monde en transformation qu'ils croient contrôler et même parfois dominer au début de leurs aventures. Il assure aussi qu'il « n'aime pas beaucoup les grandes causes ».

### Influences et parallèles
Admirateur de Michel Houellebecq qu'il considère comme l'auteur français le plus important du moment,, Duteurtre privilégie le roman de type balzacien, caractérisé par la richesse de ses personnages et de ses situations. Il s'oppose au Nouveau Roman centré sur l'auteur et son « je » qu'il juge stérile. Duteurtre participe ainsi à un retour à la mise en scène de personnages et de leurs interactions avec la société qui les entoure. Opposé à ce foisonnement, il voit le Nouveau Roman, qu'il qualifie de nouvel académisme creux, uniquement focalisé sur le style et l'écriture, aux dépens de la narration.

## Œuvres

### Romans
- 1985 : Sommeil perdu
- 1987 : Les Vaches
- 1989 : L'Amoureux malgré lui
- 1992 : Tout doit disparaître
- 1996 : Gaieté parisienne
- 1997 : Drôle de temps – Prix de la nouvelle de l'Académie française
- 1999 : Les Malentendus
- 2000 : À propos des vaches
- 2001 : Le Voyage en France – Prix Médicis[13]
- 2003 : Service Clientèle
- 2004 : La Rebelle
- 2005 : La Petite Fille et la Cigarette
- 2006 : Chemins de fer
- 2007 : La Cité heureuse
- 2008 : Les Pieds dans l'eau – Prix des Écrivains du Sud
- 2009 : Ballets roses
- 2010 : Le Retour du Général – Prix de l'Internaute
- 2011 : L'Été 76
- 2012 : À nous deux, Paris !
- 2014 : L'Ordinateur du Paradis
- 2016 : Livre pour adultes
- 2018 : En marche !
- 2021 : Ma vie extraordinaire
- 2022 : Dénoncez-vous les uns les autres, Fayard
- 2024 : Le Grand Rafraîchissement, Gallimard

### Essais et chroniques
- 1995 : Requiem pour une avant-garde
- 1997 : L'Opérette en France (rééd. 2009), prix Pelléas 1998
- 2002 : Le Grand Embouteillage
- 2007 : Ma belle époque
- 2013 : Polémiques
- 2015 : La Nostalgie des buffets de gare
- 2017 : Pourquoi je préfère rester chez moi
- 2018 : La Mort de Fernand Ochsé (récit)
- 2020 : Les Dents de la maire : Souffrances d'un piéton de Paris
- 2022 : Dictionnaire amoureux de la Belle Époque et des Années folles, Plon

### Participation à des revues
- Revues Minuit
- L'Infini
- L'Atelier du roman
- La Nouvelle Revue française
- Le Débat
- Revue des Deux Mondes
- NRV
- Commentaire

### Participation à des ouvrages collectifs
- 1991 : 150 ans de musique française
- 2002 : Un siècle d'Opéra
- 2003 : Paris, capitale de la musique, 1850-1950
- 2003 : André Messager
- 2007 : Balade en Seine-Maritime

### Autres prix
- 2001 : prix François-Victor-Noury de l'Institut de France pour l'ensemble de ses travaux
- 2017 : Grand prix de littérature Henri-Gal de l'Académie française pour l'ensemble de son œuvre[29]

### Entretiens
- Pour ecrits-vains.com
- Pour zescoop.com
- Interview par Anne Michaud pour le journal Le Devoir (édition du samedi 21 et du dimanche 22 avril 2007)